# Фосфазид
Фосфазид (міжнародна транскрипція fAZT) — синтетичний противірусний препарат з групи нуклеозидних інгібіторів зворотньої транскриптази для прийому всередину. Фосфазид уперше синтезований у Радянському Союзі у 1989 році та застосовується у клінічній практиці з 1999 року. Фосфазид застосовується у клінічній практиці виключно в Російській Федерації. Ефективність та безпечність препарату досліджувалась лише у одному мультицентровому дослідженні.

## Фармакологічні властивості
Фосфазид — синтетичний противірусний препарат з групи нуклеозидних інгібіторів зворотньої транскриптази. По хімічній будові фосфазид є фосфорильованим похідним зидовудину. Механізм дії препарату полягає в утворенні активного метаболіту — азидотимідіну трифосфату, що інгібує фермент вірусу ВІЛ зворотню транскриптазу та інгібує α-, β- та γ-ДНК-полімерази людини, але інгібуючий ефект до ферментів людини у 100 разів менший, ніж до ферментів вірусів. Згідно даних розробників препарату, фосфазид більш ефективний проти вірусу ВІЛ та має у 6—8 разів меншу токсичність у порівнянні з зидовудином та має активність до інших ретровірусів, у тому числі вірусу гепатиту B. Чутливими до дії фосфазиду є також бактерії Bacillus cereus, Escherichia coli, Pseudomonas aeruginosa, Staphilococcus aureus, а також збудник мікозів Candida albicans. За розробку фосфазиду колектив спеціалізованої науково-дослідної лабораторії епідеміології та профілактики СНІД був удостоєний Державної премії Росії в області науки та техніки за 2000 рік.

### Фармакокінетика
Фосфазид добре, але повільно всмоктується у шлунково-кишковому тракті, максимальна концентрація в крові досягається протягом 2,5—3 годин. Біодоступність препарату складає 83,7%. Фосфазид добре проникає через гематоенцефалічний бар'єр. Фосфазид проникає через плацентарний бар'єр та виділяється в грудне молоко. Метаболізується фосфазид у печінці. Виводиться із організму фосфазид із сечею у вигляді метаболітів. Період напіввиведення фосфазиду складає 2,5 годин.

## Показання до застосування
Фосфазид застосовується у схемах лікування ВІЛ-інфекції на території Росії у комбінації із іншими антиретровірусними препаратами, у тому числі при супутньому вірусному гепатиті С та туберкульозі, та при вагітності для профілактики вертикальної передачі інфекції від матері до дитини. Фосфазид може застосовуватися для профілактики інфікування вірусом ВІЛ при аварійних ситуаціях.

## Побічна дія
При застосуванні фосфазиду  побічні ефекти, згідно даних клінічних досліджень, спостерігаються у 23,3% випадків застосування препарату. Найчастіше із побічних явищ спостерігається анемія (у 13,2% випадків застосування), часто спостерігаються також нудота, важкість у епігастрії, астенічний синдром, підвищення рівня активності амінотрансфераз у крові, рідше діарея, висипання на шкірі.

## Протипокази
Фосфазид протипоказаний при підвищеній чутливості до препарату, нудоті, важкій анемії (вміст гемоглобіну в крові нижче 50 г/л), вираженій тромбоцитопенії та нейтропенії, підвищенні рівня креатиніну в крові. Не рекомендовано застосування фосфазиду в перші 14 тижнів вагітності. Під час лікування фосфазидом рекомендовано припинити годування грудьми.

## Форми випуску
Фосфазид випускається у вигляді капсул по 0,2 та 0,4 г.